# Мачак са шеширом (филм)
Мачак са шеширом (енгл. The Cat in the Hat), такође познато као Мачак са шеширом Доктора Суса (енгл. Dr. Seuss' The Cat in the Hat), амерички је фантастично-хумористички филм из 2003. године, редитеља Боа Велча у свом редитељском дебију, по сценарију Алека Берга, Дејвида Мандела и Џефа Шафера. Темељен на истоименом роману из 1957. Доктора Суса, друга је дугометражна адаптација романа Доктора Суса, после филма Како је Гринч украо Божић (2000). Насловну улогу игра Мајк Мајерс, док споредне улоге играју Алек Болдвин, Кели Престон, Дакота Фанинг, Спенсер Бреслин, Ејми Хил и Шон Хејз.
Продукција филма започела је 1997. године са Тимом Аленом који је првобитно добио главну улогу. Након што је Ален одустао због сукоба у распореду са филмом Деда Мраз 2, улога је припала Мајерсу. Снимање се одвијало у Калифорнији и трајало је три месеца. Као и код претходне адаптације Доктора Суса, у причу је додато много нових ликова и подзаплета како би је довела до дугометражне дужине.
Објављен је 21. новембра 2003. године у Сједињеним Државама, дистрибутера Universal Pictures-а, и међународно, дистрибутера DreamWorks Pictures-а, филм је зарадио 134 милиона долара, наспрам буџета од 109 милиона долара и критиковали су га критичари због сценарија, хумора, Мајерсовог приказа насловног лика и уоченог недостатка верности изворном материјалу, иако су музика и продукцијски дизајн добили неке похвале. Сусова удовица, Одри Гејзел, такође је била критична према филму и одлучила је да не дозволи даље игране адаптације дела свог мужа, што је резултирало отказивањем наставка темељеног на на роману Мачак са шеширом се враћа; све филмске адаптације Доктора Суса су од тада продуциране коришћењем рачунарске анимације.

## Радња
Конрад и Сали Волден живе у Енвилу са својом самохраном мајком, Џоун, која ради за претерано уредног Хенка Хамберфлуба као агенткиња за некретнине. Џоун је домаћица канцеларијске забаве те вечери у својој кући; Хамберфлуб упозорава Џоун да ће бити отпуштена ако је кућа неуредна.
Док покушава физички штос клизећи низ степенице куће, Конрад изазива породичног пса, Невинса, да побегне и он замало поквари Џоунину хаљину за забаву. Џоун му забрањује видео-игре на недељу дана. Комшија, Лоренс „Лари” Квин, са којим Џоун излази, враћа Невинса. Када Хамберфлуб замоли Џоун да се врати у канцеларију, она оставља децу са летаргичном дадиљом, госпођом Кван.
Након што госпођа Кван заспи, деца упознају Мачка са шеширом, антропоморфну мачку која прича са црвено-белим пругастим цилиндром и црвеном лептир машном, који изражава жељу да их научи да се забављају. У том процесу, Мачак ослобађа два изазивача проблема, по имену Ствар 1 и Ствар 2, из сандука и они остављају траг уништења по целој кући јер Ствари раде само супротно од онога што им је наређено. Након што је видео како Конрад отвара сандук, Мачак га упозорава да сандук мора бити затворен, откривајући да је то портал у његов свет. Упркос упозорењу, Конрад отвара браву на сандуку, која се хвата за Невинсову огрлицу. У хаосу, Ствари избацују Невинса кроз прозор и он поново бежи. Док Ствари остају и настављају да уништавају кућу, трио излази напоље да тражи Невинса и браву.
Открива се да је Лари незапослени љигавац у дуговима, који се представља као успешан бизнисмен како би се оженио Џоун за њен новац, а планира да склони Конрада с пута тако што ће га послати у војну школу. Док шпијунирају Невинса, трио види како Лари киднапује Невинса како би га искористио као полугу, што их је навело да га прате у град користећи Мачков аутомобил на супермотор. Лари покушава да каже Џоун о ситуацији, али Мачак смисли начин да га превари да им да Невинса и они побегну. Видевши да је Лари са Џоун и да се враћају кући, Конрад позива Ствари, који се довезу у Ларијевим колима, и користи их да одврати Ларија и Џоун тако што ће се представљати као полицајци како би тројац први стигао кући. Упркос томе што су га Ствари задржале, Лари је сведок како тројац пролази у његовом аутомобилу и јури за њима на полицијском мотоциклу.
Тројац се враћа у кућу, али Лари их прекида и наређује им да уђу. Мачак обзнањује своје присуство Ларију, који у страху случајно пробија зид и пада у гњецави понор, откривајући да је кућа претворена у „Мајку свих нереда” у Мачјем свету. Тројац јаше уснулу госпођу Кван и креће се кроз надреалну кућу да пронађе сандук. Деца успевају да га закључају, након чега се кућа враћа у нормалне размере, али се одмах руши. У жестокој свађи, клинци откривају да је Мачак испланирао цео дан и љутито му наређују да оде.
Конрад се помирио да се суочи са последицама када се Џоун врати кући, са Сали која дели кривицу, али се Мачак враћа са проналаском за чишћење и поправља кућу. Деца се помире са Мачком и захваљују му на свему, а он одлази баш када стиже Џоун. Лари, прекривен блатом, улази и криви децу за своју несрећу и уништену кућу, али Џоун открива Конрадове мане и своје мишљење о њему. Лари затим моли Џоун да прихвати његова осећања и да се уда за њега, али му она затвара врата пред њим. Након што је њена забава успела, Џоун проводи време са својом децом код куће, док сам Мачак и Ствари 1 и 2 одлазе током заласка Сунца.

## Улоге
| Улога           | Глумац           |
| --------------- | ---------------- |
| Мачак           | Мајк Мајерс      |
| Конрад Волден   | Спенсер Бреслин  |
| Сали Волден     | Дакота Фанинг    |
| Џоан Волден     | Кели Престон     |
| Лоренс Квин     | Алек Болдвин     |
| гђа Квон        | Ејми Хил         |
| Хенк Хамберфлуб | Шон Хејз         |
| Бим             | Данијела Чукран  |
| Бим             | Тејлор Рајс      |
| Бен             | Британи Оукс     |
| Бен             | Талија-Лин Прери |
| Невинс          | Багси            |